# 790-es évek
Évszázadok: 7. század – 8. század – 9. század
Évtizedek: 740-es évek – 750-es évek – 760-as évek – 770-es évek – 780-as évek – 790-es évek – 800-as évek – 810-es évek – 820-as évek – 830-as évek – 840-es évek
Évek: 790-791-792-793-794-795-796-797-798-799-800

## Események
- 791: az eurázsiai avarok benyomulnak Európába
- 793: A vikingek kifosztják Lindisfarne monostorát. Kezdetét veszi a századokig tartó viking portyázások kora.
- 794: Kiotó válik Japán új fővárosává
- 796: 
  - az eurázsiai avarok megsemmisítő vereséget szenvednek Nagy Károlytól
  - a bizánci uralkodót, Eirénét megfosztja trónjától fia, VI. Konstantin
- 797: a bizánci Eiréné elfogja Konstantint, és visszaveszi a hatalmat, majd 802-ben lemond

## Híres személyek
- Nagy Károly
- Eiréné
- II. Alfonz asztúriai király